# موش‌واران
موش‌واران (نام علمی: Muroidea) نام یک بالاخانواده از [[[جوندگان]] هستند. از جمله موش‌واران می‌توان به موش، موش صحرایی، ول، همستر، موش قطبی، جربیل و بسیاری از خویشاوندان آنها اشاره کرد. اگر چه موش‌واران از اوراسیا سرچشمه می‌گیرند، آنها زیستگاه‌های متنوعی را در هر قاره ای به جز قطب جنوب اشغال می‌کنند. برخی از دانشمندان، همه اعضای این گروه را به دلیل مشکلات در تعیین اینکه چگونه خانواده‌های فرعی با یکدیگر مرتبط هستند، در یک خانواده واحد به نام Muridae قرار داده‌اند. بسیاری از خانواده‌های موجود در ابرخانواده Muroidea دارای تنوع بیشتری بین خانواده‌ها هستند تا بین کلادهای مختلف. توضیح احتمالی برای تغییرات جوندگان به دلیل محل این جوندگان است. این تغییرات می‌تواند ناشی از تشعشعات یا محیط کلی باشد که آنها به آن مهاجرت کرده‌اند یا در آن منشأ گرفته‌اند. موروئیدها در شش خانواده، ۱۹ زیر خانواده، حدود ۲۸۰ سرده و حداقل ۱۷۵۰ گونه طبقه‌بندی می‌شوند.

## طبقه‌بندی
- خانواده سنجابک‌های درختی شرقی (spiny dormouse و pygmy dormice)
- خانواده Spalacidae fossorial muroids
  - زیرخانواده Myospalacinae (zokors)
  - زیرخانواده Rhizomyinae (bamboo rats و root rats)
  - زیرخانواده Spalacinae (blind mole rats)
- کلاد Eumuroida - موش‌واران نمادین
  - خانواده هامستر دم‌دراز
    - زیرخانواده هامستر دم‌دراز (هامستر دم‌دراز)

  - خانواده موش‌های مالاگاسی
    - زیرخانواده Cricetomyinae (pouched rats and mice)
    - زیرخانواده Dendromurinae (African climbing mice , gerbil mice, چاق‌موش و forest mice)
    - زیرخانواده Mystromyinae (white-tailed rat)
    - زیرخانواده Nesomyinae (Malagasy rats and mice)
    - زیرخانواده Petromyscinae (rock mice و the climbing swamp mouse)

  - خانواده همسترهای دم‌کوتاه
    - زیرخانواده ولیان (ولs, موش قطبیs و موش آبی)
    - زیرخانواده همستر (true همستر)
    - زیرخانواده جنگلی‌موشیان (موش‌های آمریکای شمالی)
    - زیرخانواده سینی‌دندانیان (موش‌های جهان قدیم)
    - زیرخانواده بالاروموشیان

  - زیرخانواده موشان
    - زیرخانواده Deomyinae (spiny mice, brush furred mice, link rat)
    - زیرخانواده جربیل‌ها (جربیل‌ها، جردها و موش‌های شنی)
    - زیرخانواده Leimacomyinae (Togo Mouse)
    - زیرخانواده Lophiomyinae (crested rat)
    - زیرخانواده نیاموشان (جهان قدیم موش صحراییs و موش‌ها شامل vlei rats)